# Steuben-Kaserne (Achim)
Die Steuben-Kaserne im Ortsteil Baden der Stadt Achim war eine Kaserne der Bundeswehr. Sie war nach Friedrich Wilhelm von Steuben benannt.

## Geschichte
Mit der Aufstellung der Bundeswehr fiel die Wahl eines Kasernenstandortes auf das ehemalige Badener Öllager in Achim (Landkreis Verden), Teil einer aus dem Ersten Weltkrieg stammenden Bunkeranlage, die 1917 errichtet wurde und als Umschlagplatz für Rohöl, Heizöl und Treibstoff diente. Von englischen Besatzungstruppen 1946 gesprengt, bot das Gelände Platz sowohl für die benötigten Gebäude wie auch für den Standortübungsplatz.
Am 19. August 1956 begannen die Bauarbeiten. Der Untergrund brachte durch die vorherige Nutzung einige Probleme, die Anlagen des Tanklagers mussten an mehreren Stellen zunächst beseitigt werden. Einige alte Bauten konnten in die Kaserne integriert werden. Auch nach der Fertigstellung zeigten sich noch Überraschungen, so sackten Teile des Exerzierplatzes um fast einen Meter ab.
Die Achimer Kaserne war hauptsächlich als Standort der Heeresflugabwehrtruppe vorgesehen, welche dort auch bis zur Schließung stationiert blieb. Zusätzlich waren über die Jahrzehnte unterschiedliche weitere Einheiten in Achim beheimatet. Die Benennung in Steuben-Kaserne erfolgte 1964.
Im Jahre 2003 wurde die Garnison Achim mit allen noch vorhandenen Truppenteilen aufgelöst. Das Gelände wird zum größten Teil als Wohnbaugebiet nachgenutzt. Zur Erinnerung an die Kaserne trägt die Haupterschließungsstraße des Geländes den Namen Steuben-Allee.

## Stationierte Einheiten und Verbände

### Heeresflugabwehrtruppe
Am 8. Dezember 1957 bezog das Panzerflugabwehrkanonenartilleriebataillon 3 die Kaserne. Mit der Heeresstruktur 2 verkürzte sich der umständliche Verbandsname 1959 auf Flugabwehrbataillon 3. Zunächst war der Verband noch der 3. Panzerdivision aus Buxtehude unterstellt. Am 25. September 1964 wurde das Bataillon der 11. Panzergrenadierdivision aus Oldenburg zugeordnet. Gleichzeitig fand dementsprechend die Umbenennung in Flugabwehrbataillon 11 statt. Mit dem Zulauf neuer Flugabwehrkanonenpanzer vom Typ Gepard wuchsen die Bataillone zu Flugabwehrregimentern auf. In Achim geschah dies ab dem 2. November 1977, die Einheit firmierte fortan als Flugabwehrregiment 11.
Nach Ende des Kalten Krieges ergaben sich weitere grundlegende Veränderungen. Ab 1993 hieß der Verband Panzerflugabwehrkanonenregiment 11. Die Anzahl der präsenten Batterien ist danach reduziert worden. Das Regiment wurde nun der 1. Panzerdivision aus Hannover unterstellt. Im Jahre 2003 folgte schließlich die Auflösung des Verbandes.

### Flusspioniere
Im April 1962 wurde in der Kaserne die Flusspionierkompanie (FlußPiKp) 731 des Territorialheeres aufgestellt. Die Einheit verfügte anfangs über Sicherungsboote, mit denen auf der nahen Weser Patrouille gefahren werden konnte. Weiterhin verfügte sie über Flussfähren vom Typ Mannheim. Die Boote fanden im alten Ölhafen ihren Liegeplatz. 1972 wurde die Ziffer in FlußPiKp 831 geändert, ab 1980 hieß sie schließlich FlußPiKp 800. Als Haupteinsatzraum für die Fähren war jedoch der Rhein eingeplant. So wurde die Einheit im Juli 1980 nach Neuwied in Rheinland-Pfalz verlegt und dem Pionierkommando 800 unterstellt.

### ABC-Abwehrtruppe
Im Oktober 1972 traf in Achim die ABC-Abwehrkompanie 11 ein. Sie unterstand als Divisionstruppe der 11. Panzergrenadierdivision. Als mit Einnahme der Heeresstruktur 4 die norddeutschen Divisions-ABC-Abwehrkompanien am Standort des ABC-Abwehrbataillons des I. Korps zusammengezogen wurden, zog die Achimer Einheit nicht mit. Im April 1980 wurde aus ihr die Ausbildungskompanie Stabsdienst/Militärkraftfahrer 2/11 gebildet. Sie bestand bis 1994.

### Reserve
Anfang der 1970er Jahre wurde schräg gegenüber dem Haupttor der Steuben-Kaserne ein Mobilmachungsstützpunkt aufgebaut. Darin lagerten Geräteeinheiten des Feldersatzbataillons (FErsBtl) der Panzerbrigade 8 aus Lüneburg, das erst im Mobilmachungsfall personell aufgefüllt werden sollte. Zunächst als FErsBtl 87 bezeichnet, änderte sich der Name mit der Heeresstruktur 4 in FErsBtl 34. Daneben lagen im Mob-Stützpunkt die Heimatschutzkompanie 2222, die Reservelazarettgruppe 7214 und der Sanitätsmaterialnachschubzug 7203.

## Persönlichkeiten
- Boris Pistorius (* 1960), Bundesminister der Verteidigung (seit 2023), hat hier 1980 seinen Wehrdienst abgeleistet